# BIRD
BIRD bezeichnet einen Kleinsatelliten des Deutschen Zentrums für Luft- und Raumfahrt (DLR), der am DLR-Standort Berlin-Adlershof unter Mitarbeit anderer DLR-Standorte entwickelt und gebaut wurde. Wesentliche Komponenten und Beiträge stammten vom Fraunhofer-Institut für Rechnerarchitektur und Softwaretechnik (FIRST) (Bordrechner), der Jena-Optronik GmbH (Sternensensor), der Astro- und Feinwerktechnik Adlershof GmbH (Reaktionsräder), dem Institut für Luft- und Raumfahrttechnik der TU Berlin und der alpha-board gmbh (Leiterplattenentflechtung für elektronische Komponenten).
BIRD ist ein Akronym für Bispectral Infra-Red Detection. Der Satellit konnte Brände auf der Erde durch deren Strahlung im Infrarotbereich erkennen. Die Erkenntnisse über Ausbreitung und Intensität von großflächigen und auch kleineren Bränden sind äußerst hilfreich für die lokalen Brandbekämpfer. Das Deutsche Zentrum für Luft- und Raumfahrt (DLR) leitete deshalb diese Informationen schnellstmöglich an die entsprechenden Kräfte weiter. Dabei erfolgte die Auswertung und Klassifikation der Daten an Bord des Satelliten, so dass an den Endnutzer schon aufbereitete Daten weitergegeben wurden.
Der Satellit wurde vom GSOC betrieben, wobei der Datenempfang auch über das DFD Neustrelitz erfolgte und ein Betrieb auch über experimentale Bodenstationen des DLR Berlin-Adlershof und in Ny-Ålesund (Spitzbergen) erfolgen konnte. Projektleiter war bis 2003 K. Brieß (jetzt Institut für Luft- und Raumfahrt der TU Berlin), danach E. Lorenz vom DLR Berlin-Adlershof.
Der BIRD-Satellit wurde am 22. Oktober 2001 mit der indischen PSLV gestartet und in einem 572 km hohen sonnensynchronen Orbit (SSO) gebracht.
Die Mission war ein Erfolg und der Satellit funktionierte im Rahmen seiner Design-Lifetime von einem Jahr erfolgreich. Insbesondere die wissenschaftliche IR-Nutzlast, die Verarbeitungsalgorithmen und des Satellitenbus' konnten verifiziert werden. Aufgrund dieses Erfolges diente der BIRD-Satellitenbus als Grundlage für die neue OOV-Programmlinie des DLR.
BIRD war bis 2004 im Einsatz. Nachfolger waren die Satelliten TET und BIROS. BIRD trat am 11. Oktober 2023 in die Erdatmosphäre ein und verglühte vollständig.

## Technische Daten
- Nutzlast:
  - WAOSS-B-Kamera (0,6 bis 0,67 und 0,84 bis 0,9 Mikrometer)
  - 1 MIR-Sensor (3,4 bis 4,2 Mikrometer)
  - 1 TIR-Sensor (8,5 bis 9,3 Mikrometer)

- 65 kg Busmasse, 30 kg Nutzlast
- 2 ausklappbare Solarpanelen, 1 fest installiertes Solarpanel
- 8 NiH2-Batteriezellen
- 4 Hochleistungsbordcomputer (2 hot und 2 cold redundant)
- autonome Lageregelung im Zustandsraum
  - 2 Sternensensoren
  - Magnetfeldsensor
  - GPS-Sensor
  - IMU (3 achsiger Kreisel)
  - 4 Reaktionsräder
  - Magnetspulen
- S-Band-Kommunikationsstrecke mit 2 Mbps
- Thermalkontrollsystem
  - 2 Heatpipes
  - 2 Radiatoren
  - 2 Stirlingmotoren (zur Kühlung der MIR/TIR-Sensoren)
  - Heizer und Temperatursensoren
  - CFC-Wärmeleiter
  - Multi-Layer-Insulation (MLI)
- Aluminiumstruktur mit
  - 16 versteifenden Titanbolzen
  - thermisch stabilisierter optischer Nutzlastbank (zur Gewährleistung der genauen Ausrichtung der 3 Kameraachsen)